# Bathypogon danielsi
Bathypogon danielsi är en tvåvingeart som beskrevs av Lavigne 2006. Bathypogon danielsi ingår i släktet Bathypogon och familjen rovflugor. Inga underarter finns listade i Catalogue of Life.